# Revolution in Tunesien 2010/2011

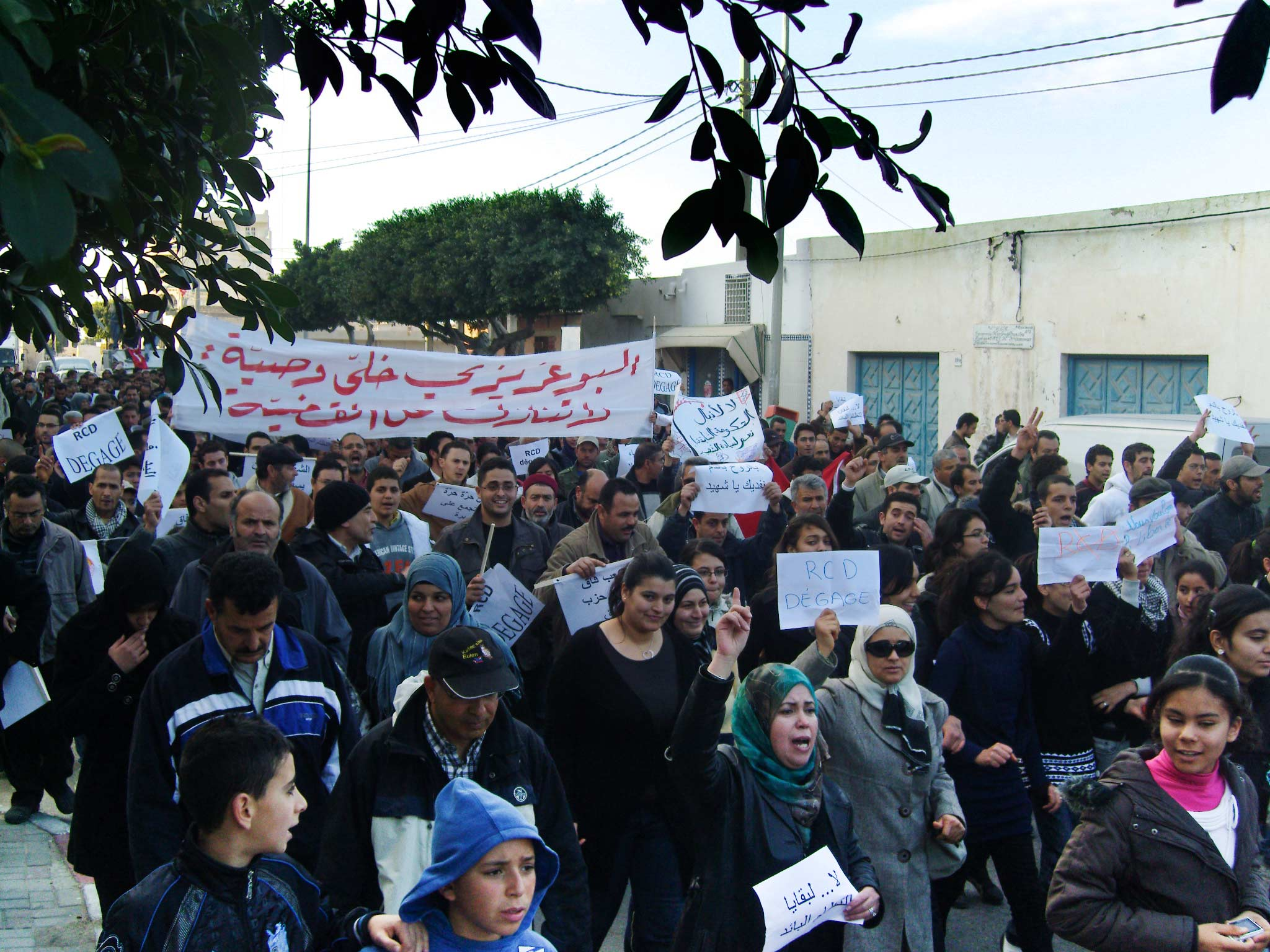
Durch die Gewerkschaft UGTT organisierte Demonstration am 21. Januar 2011

Die Revolution in Tunesien 2010/2011 war die politische Umwälzung in Tunesien ab dem 17. Dezember 2010, die spätestens mit dem Zusammentritt der Verfassungsgebenden Versammlung im November 2011 endete. Sie begann mit landesweiten Massenunruhen in der Bevölkerung, die sich ab Ende Dezember 2010 über die Zentren des Landes ausbreiteten und sich in Wellen von Protestaktionen gegen das Regime und die Lebensbedingungen in Tunesien, aber auch in Gewaltausbrüchen und Plünderungen ausdrückten. Auslöser der Unruhen war die sich rasch verbreitende Nachricht über die Selbstverbrennung des Gemüsehändlers Mohamed Bouazizi am 17. Dezember 2010 in Sidi Bouzid, einer 250 Kilometer südlich der Hauptstadt Tunis im Landesinneren gelegenen Stadt. Die Unruhen, die sich über einen Volksaufstand zu einer Revolution ausweiteten, hatten sich – begünstigt durch moderne Kommunikationstechnik und Medien – spontan an verschiedenen Orten aus Einzelereignissen heraus gebildet und waren nicht einheitlich organisiert.
Die Ereignisse wurden weltweit intensiv beobachtet und kommentiert, besonders in den Neuen Medien, und wurden mit dem Ablauf der Farbrevolutionen verglichen. Die täglich die Proteste dokumentierenden Fotos von Hamideddine Bouali bedienten intensiv die Sozialen Medien und erlangten besonders in Tunesien und in Deutschland Aufmerksamkeit. Tunesiens Beispiel entfaltete Vorbildwirkung im gesamten arabischen Raum; wie bei einem Domino-Effekt brachen am 5. Januar 2011 Unruhen in Algerien, am 25. Januar 2011 Unruhen in Ägypten und weitere Proteste in der Arabischen Welt aus. Sie wurden als Arabischer Frühling bekannt.
In einer sich nach wochenlangen Unruhen zuspitzenden Lage, als das Militär sich auf die Seite der Protestierenden und gegen die Sicherheitsbehörden stellte, verließ das bisherige autokratisch regierende Staatsoberhaupt Zine el-Abidine Ben Ali nach 23 Regierungsjahren am 14. Januar 2011 fluchtartig das Land, über das der Ausnahmezustand verhängt wurde. Zum Übergangspräsidenten wurde am folgenden Tag Fouad Mebazaa bestimmt und Neuwahlen angekündigt. Der bisherige Ministerpräsident Mohamed Ghannouchi bildete am 17. Januar 2011 eine Übergangsregierung, der als „Regierung der Nationalen Einheit“ auch Mitglieder früherer Oppositionsparteien angehören. Nach Angaben von Innenminister Ahmed Friaa hatten die Unruhen bis zu diesem Zeitpunkt 78 Zivilisten das Leben gekostet, weitere 94 waren verletzt worden; beschädigt wurden 85 Polizeiwachen, 13 Rathäuser, 43 Banken, 11 Fabriken und 66 Geschäfte und Einkaufszentren. Die Gewalt habe die Wirtschaft des Landes drei Milliarden Dinar (1,57 Milliarden Euro) gekostet. Die anschließenden Proteste richteten sich vor allem gegen die frühere Regierungspartei RCD und gegen Mitglieder der Übergangsregierung, die der RCD angehören oder angehört hatten. Daraufhin kam es bei der RCD zu einer Welle von Parteiaustritten und zur Auflösung ihres Zentralkomitees. Bei einer Regierungsumbildung am 27. Januar 2011 schieden etliche frühere RCD-Mitglieder aus der Übergangsregierung aus.
Als Motiv der Unruhen wird die Unzufriedenheit über die wirtschaftliche Lage großer Teile der Bevölkerung, insbesondere über die stark angestiegenen Lebensmittelpreise und Energiekosten, über die schlechten Zukunftsperspektiven der Jugend und über das autokratische, korrupte und jahrzehntelang an der Macht befindliche Regime angesehen. Auf den wachsenden Unmut, der besonders von Jugendlichen und jungen Erwachsenen vorgetragen wurde, hatten das alte Regime und seine Behörden mit Polizeigewalt, Repressalien und Schikanen reagiert. Eine wesentliche Ursache der Proteste wird in dem Umstand gesehen, dass die Altersstruktur in der Region von den unter 30-Jährigen geprägt ist, die zwar gut ausgebildet sind, aber schlechte Aussichten auf adäquate Arbeitsplätze haben (Jugendüberschuss). Die Arbeitslosigkeit unter Akademikern betrug amtlich etwa 22 %, wurde aber auf über 35 % geschätzt.
Die Wahl für das Amt des Präsidenten sollte nach ursprünglichem Plan der Übergangsregierung innerhalb einer Frist von 60 Tagen stattfinden, die Wahl eines neuen Parlaments in sechs Monaten, verzögerte sich aber bis zur Verabschiedung einer neuen, demokratischen Verfassung durch die Ende 2011 gewählte Verfassungsgebende Versammlung bis Anfang 2014 mit anschließenden Parlaments- und Präsidentschaftswahlen.

## Bezeichnung
Im Allgemeinen und auch in Tunesien wird die Revolution 2010/2011 meist schlicht tunesische Revolution oder unter jungen Tunesiern aufgrund der Rolle des Internets auch Online-Revolution und insbesondere Facebook-Revolution genannt. Ca. 3,5 der 10 Mio. Tunesier nutzten 2009 das Internet.
In einigen westlichen Medien wurde der Umsturz als Jasminrevolte oder Jasminrevolution bezeichnet. Nach Blumen waren unter anderem die portugiesische Nelkenrevolution (1974), die georgische Rosenrevolution (2003) oder die kirgisische Tulpenrevolution (2005) genannt worden; Jasmin ist die Nationalblume Tunesiens. Der Ausdruck wurde auch im nichtwestlichen Ausland aufgegriffen. So gab es im Februar 2011 Internet-Aufrufe zu einer Jasminrevolution in China, und chinesische Behörden zensierten das Wort Jasmin in chinesischen Online-Diensten (siehe Proteste in China 2011). Auch auf Arabisch wird zuweilen von der Jasminrevolution (arabisch ثورة الياسمين, DMG θaura al-jāsmīn) gesprochen. Der Ausdruck war in Tunesien im Sinne des alten Regimes geprägt worden, als der 2011 ins Exil gezwungene Präsident Ben Ali mittels eines unblutigen Putschs am 7. November 1987 seinen Amtsvorgänger Habib Bourguiba abgesetzt hatte und selbst an die Macht gelangt war. Die damalige „Jasminrevolution“ ließ man offiziell feiern, weshalb diese Bezeichnung für die Revolution von 2011 von Beteiligten kaum – oder ironisch – verwendet worden ist. Unter anderem hat sich die an der Revolution beteiligte Bloggerin Lina Ben Mhenni gegen die Verwendung des Begriffs ausgesprochen.

## Hintergrund der Revolution
Als Auslöser der Proteste gelten stark gestiegene Lebensmittelpreise, hohe Arbeitslosigkeit, mangelnde Investitionen und schlechte Zukunftschancen der Jugend in der Region. Die junge Generation ist zwar vergleichsweise gut ausgebildet, trotzdem sind die Chancen auf einen angemessenen Arbeitsplatz gering.
Das Regime selbst, das die Medien durch ein umfassendes System der Zensur kontrollierte, stellte seine Politik als wirtschaftliche Erfolgsgeschichte dar. Das Wirtschaftswachstum betrug 2010 nach offiziellen Angaben 3,1 %. Der Internationale Währungsfonds lobte die Regierung dafür während der Finanzkrise ab 2007. Während der Norden des Landes, inklusive der Hauptstadt Tunis, regelmäßig große Infrastrukturhilfen erhielt, wurden das Zentrum und der Süden nicht damit bedacht. So war es im Norden und in den Tourismusgebieten relativ ruhig. Ein wichtiger Wirtschaftszweig ist der Tourismus. 13,9 % der Wirtschaftsleistung des Landes hängen von ihm ab.
Die Regierung galt als korrupt. Die Familie des bisherigen Präsidenten Zine el-Abidine Ben Ali und seiner Frau Leïla aus dem Trabelsi-Clan dominierten das politische und wirtschaftliche Leben. Die Familie gilt als kleptokratisch. Ben Ali regierte 23 Jahre lang. Im Jahr 2009 verlängerte er seine Amtszeit – mit einer Mehrheit von 89 % – um weitere fünf Jahre. Bei seiner faktisch diktatorischen Machtausübung stützte er sich auf die Regierungspartei namens Konstitutionelle Demokratische Sammlung (Rassemblement constitutionnel démocratique, RCD), die als autoritär-sozialistisch gilt und bis zum 17. Januar 2011 Mitglied der Sozialistischen Internationale war. Die marxistisch ausgerichtete Demokratische Fortschrittspartei (Parti démocratique progressiste, PDP) war – bis zum Eintritt in die Übergangsregierung am 17. Januar 2011 – eine der wenigen zugelassenen Oppositionsparteien in Tunesien.

## Auslöser der Revolution
Die ersten Proteste wurden durch die Selbstverbrennung des 26-jährigen Gemüsehändlers Mohamed Bouazizi am 17. Dezember 2010 vor einem öffentlichen Gebäude in Sidi Bouzid, 250 Kilometer südlich von Tunis, ausgelöst. Bouazizi musste nach dem frühen Tod seines Vaters als Jugendlicher seine Mutter und seine fünf Geschwister ernähren. Daher betätigte er sich als Gemüsehändler mit einem fahrbaren Marktstand.
Anlass für seine Selbsttötung war die mehrfache Schließung seines Gemüsestands wegen einer fehlenden Genehmigung, die Beschlagnahmung seiner Produkte und seines Arbeitsmittels, der Waage, seine erfolglose Beschwerde bei der Stadtverwaltung hiergegen sowie die anschließenden Misshandlungen auf der Polizeiwache. Er starb am 4. Januar 2011 in einem Krankenhaus in Ben Arous bei Tunis.
In Tunesien gab es mindestens vier Selbstverbrennungen, unter ihnen waren zwei Jugendliche. Zwei Menschen starben dabei.
Trotz der umfangreichen Zensurbemühungen der tunesischen Regierung wurden die Informationen über die Proteste in der Region Sidi Bouzid nach einigen Tagen auch außerhalb des Landesinneren wahrgenommen. Vor allem die Onlineplattformen Facebook und Twitter ermöglichten einen Zugang zu Nachrichten über die Demonstrationen, Unruhen und das Vorgehen der Sicherheitskräfte und waren somit entscheidend für die Ausbreitung der Proteste auf ganz Tunesien.

## Chronologie

### Proteste vom 28. Dezember bis zum Umsturz
Dienstag, 28. Dezember 2010
Am 28. Dezember kritisierte Präsident Zine el-Abidine Ben Ali in einer Fernsehansprache die Proteste und warnte, dass das Gesetz „in aller Schärfe“ gegen gewalttätige Protestierende angewendet werden würde. Zwei Oppositionszeitungen mussten ihr Erscheinen einstellen, nachdem sie von den Protesten in Sidi Bouzid berichtet hatten. Am selben Tag wurden drei Provinzgouverneure, darunter der von Sidi Bouzid, und drei Minister entlassen.
Donnerstag, 6. Januar 2011
Am 6. Januar begann ein von der tunesischen Rechtsanwaltskammer ausgerufener landesweiter Anwaltsstreik. Laut einem Interview des Präsidenten der Anwaltskammer, Abderrazek Kilani, gegenüber Reuters beteiligten sich 95 % der etwa 8000 tunesischen Anwälte daran. Der Streik wurde als Reaktion auf die gewaltsame Auflösung von Sit-ins von Anwälten in Tunis und anderen Städten ausgerufen.
Wochenende 8./9. Januar 2011
Laut der offiziellen Nachrichtenagentur Tunis Afrique Presse (TAP) kamen am Wochenende vom 8. bis 9. Januar 2011 in der Stadt Regueb und in der Provinz Kasserine bei gewalttätigen Auseinandersetzungen zwischen Protestierenden und Polizei mindestens sechs Zivilisten ums Leben. Diese sollen mit Benzinbomben, Steinen und Stöcken bewaffnet gewesen sein und verletzten offiziellen Angaben zufolge mehrere Polizisten zum Teil schwer. Nach Angaben eines Gewerkschaftssprechers starben in der Stadt Thala fünf Menschen, nach einem Augenzeugenbericht ein zwölfjähriges Kind durch einen Kopfschuss. In der Stadt Kasserine sollen drei Demonstranten bei dem Sturm auf ein öffentliches Gebäude erschossen worden sein. Der Oppositionspolitiker Nedschib Chebbi sprach von zwanzig Toten. In der Stadt Regueb seien drei Menschen getötet worden. In Städten der Grenzregion zu Algerien starben, laut Regierungsangaben, am selben Wochenende acht Menschen. Die Opposition sprach von dreißig Toten. Mindestens drei Männer versuchten, sich öffentlich selbst zu töten.
Der Vize-Generalsekretär der Einheitsgewerkschaft Union Générale Tunisienne du Travail (UGTT), Abid Brigui, kritisierte den Schusswaffengebrauch und rief zum Dialog auf.
Ein Sprecher der Demokratischen Fortschrittspartei (PDP) forderte ein Schießverbot für Polizisten. Die Regierung lehnte dies mit der Begründung ab, die Sicherheitskräfte hätten aus Notwehr gehandelt.
In den Städten Kasserine, Thala, Rgueb, Meknessi und Fériana schossen die Sicherheitskräfte am Wochenende scharf auf Demonstranten. Das tunesische Innenministerium sprach von 14 Toten. Internationale Presseagenturen gaben 23 Opfer an und die Menschenrechtsorganisation Nationaler Rat für Freiheit in Tunesien (CNLT) veröffentlichte eine Liste mit den Namen von 50 Personen.
Montag, 10. Januar 2011
Als Reaktion auf die Gewalttätigkeiten versprach Zine el-Abidine Ben Ali in einer Fernsehansprache 300.000 neue Arbeitsplätze für Jugendliche bis Ende 2012. Außerdem ließ er die Armee vor öffentlichen Gebäuden stationieren. Er bezeichnete die Unruhen als „terroristische Akte“.
Gruppen in der Einheitsgewerkschaft (UGTT) des Landes riefen zum Generalstreik am 10. Januar auf, die Lehrer bereiteten Protestdemonstrationen vor und verlangten ein „Ende der Repression durch die Regierung“.
Die oberste religiöse Autorität der Muslime in Tunesien, Mufti Omar Batikh, verkündete, dass der Islam den Selbstmord verbiete.
In Kasserine starben nach Oppositionsangaben am 10. Januar 49 Demonstranten. Über 80 seien schwer verletzt worden. In der Region Sidi Bouzid tötete sich ein weiterer arbeitsloser Akademiker.
Dienstag, 11. Januar 2011
Laut Regisseur Fadhel Jaibi löste die Polizei am 11. Januar eine Demonstration von rund 100 Künstlern in Tunis gewaltsam auf. Die Künstler hatten sich mit den Jugendlichen solidarisch erklärt. In Tunis feuerte die Polizei in der Vorstadt Ettadhamoun Warnschüsse ab, um Angriffe auf Gebäude abzuwehren. Zusätzlich wurden Tränengasgranaten eingesetzt.
Bei den Demonstrationen in Tunis wurden Bilder des Präsidenten verbrannt. Sprechchöre forderten von Ben Ali, auf seine Kandidatur bei der nächsten Wahl zu verzichten.
Mittwoch, 12. Januar 2011
Um kurz nach Mitternacht wurde in Bern die tunesische Botschaft mit mehreren Brandsätzen angegriffen. Es wurde nur geringer Sachschaden verursacht. In Tunesien wurden von der Regierung landesweit Schulen und Universitäten geschlossen, um zu verhindern, dass von ihnen neue Proteste ausgehen. Gerüchten zufolge wurde der Heeres-Generalstabschef Rashid Ammar entlassen, weil er sich geweigert haben soll, seinen Truppen den Befehl zu geben, die Proteste mit massiver Gewalt zu unterdrücken.
Die Internationale Vereinigung der Ligen für Menschenrechte gab bekannt, dass nach ihrer Einschätzung seit dem Wochenende in Tunesien mindestens 35 Menschen bei den Unruhen ums Leben gekommen seien. Der Gewerkschafter Sadok Mahmoudi sprach von 50 Toten seit dem Wochenende alleine in Kasserine. Er gab an, dass sich die dortige Polizei zurückgezogen habe. Häuser und Geschäfte würden geplündert, auf den Dächern befänden sich Heckenschützen. Internationale Menschenrechtsorganisationen gaben die Zahl der von der Polizei getöteten Demonstranten seit dem Beginn der Unruhen mit mindestens 66 an, wobei die Mehrheit davon durch Schusswaffen ums Leben gekommen sein soll.
Ministerpräsident Mohamed Ghannouchi gab bekannt, dass der bisherige Innenminister, Rafik Belhaj Kacem, abgelöst und durch den bisherigen Staatssekretär Ahmed Friaa ersetzt wird. Außerdem sollen alle im Zuge der Unruhen Festgenommenen entlassen werden. Es soll eine Untersuchung eingesetzt werden, die den Vorwürfen der Korruption im Staatsapparat nachgehen soll.
Vor allem die Städte Thala, Hafouz, Rgueb und Kasserine waren von den Unruhen betroffen. In der Stadt Gafsa soll die Polizei vor den Protestierenden geflohen sein. Es wurden mehrere Geschäfte geplündert. Im Süden Tunesiens, in Douz, sollen vier Menschen bei Demonstrationen ums Leben gekommen sein.
In mehreren Städten nördlich von Tunis herrschten bürgerkriegsähnliche Zustände. Polizei und Militär belagerten diese Städte. Man hörte Schüsse, öffentliche Gebäude und Barrikaden brannten. Es gab auch dutzende Protestaktionen in Tunis, die aber gegen Abend abklangen. Einigen Berichten zufolge war die Nacht zum 13. Januar in der Hauptstadt ruhig. Anderslautende Verlautbarungen sprechen von Demonstrationen, einem erschossenen 25-Jährigen, Brandstiftungen in Polizeiwachen und Schüssen bis spät am Abend. In Tunis fuhren Panzer und bewaffnete Soldaten an großen Kreuzungen in der Innenstadt und in der Vorstadt Ettadhamoun auf. Es gab auch Patrouillen vor dem Sitz des staatlichen Rundfunks, vor ausländischen Botschaften und einer Straßenbahnstation. Am Abend zog sich die Armee wieder zurück und wurde durch Spezialkräfte der Polizei mit gepanzerten Fahrzeugen abgelöst. Weiter verhängte die Regierung für die Hauptstadt und mehrere Vororte eine nächtliche Ausgangssperre von 20 bis 6 Uhr.
Bei den Unruhen ist eine 67-jährige schweizerisch-tunesische Doppelbürgerin ums Leben gekommen. Eine Kugel traf sie auf dem Balkon eines Privathauses in Dar Chaâbane, während sie eine Demonstration beobachtete.
Ben Alis Frau, Leïla Ben Ali, flüchtete am 12. Januar nach Dubai. Sie soll vor ihrer Flucht persönlich 1,5 Tonnen Gold im Wert von 45 Millionen Euro von der Zentralbank abgeholt und mit dem Flugzeug abtransportiert haben. Außerdem soll sie dem Gouverneur der Zentralbank befohlen haben, 400 Millionen Euro nach Dubai zu überweisen. Dieser hätte die Anweisung nach Rücksprache mit Ben Ali befolgt.
Donnerstag, 13. Januar 2011
In Sidi Bouzid gaben etwa 10.000 Personen ihren Protest kund. Mit Gewaltausbrüchen in dem Badeort Hammamet wurden erstmals auch Unruhen in einem Tourismusort gemeldet. Dabei griffen Randalierer mehrere Geschäfte an und zerstörten eine Polizeistation.
Am Abend des 13. Januar hielt Präsident Ben Ali eine emotionale Fernsehansprache, die er erstmals statt auf Arabisch in einem lokalen Dialekt hielt. Dabei sprach er sich dafür aus, die Altersgrenze für Präsidentschaftskandidaten bei 75 Jahren zu belassen. Das wäre ein indirekter Verzicht auf die Kandidatur, weil der 74 Jahre alte Ben Ali bei der nächsten Präsidentschaftswahl 2014 zu alt für eine Kandidatur gewesen wäre. Außerdem gab er eine Senkung der Grundnahrungsmittelpreise bekannt, eine Öffnung des politischen Systems und eine Lockerung der Internetzensur. Zusätzlich wies er die Sicherheitskräfte an, in Zukunft auf „ungerechtfertigte Waffengewalt zu verzichten“. Ben Ali beschuldigte „kriminelle Banden“ die Unruhen angefacht zu haben und warf seinen Gefolgsleuten vor, ihn hintergangen zu haben. Nach der Fernsehansprache zogen Hunderte jubelnder Tunesier durch die Straßen der Innenstadt und veranstalteten Hupkonzerte. Es herrschte Unklarheit, ob diese von der Regierung organisiert worden waren. Nach der Rede waren mehrere Internetsites, darunter YouTube, wieder verfügbar.
Freitag, 14. Januar 2011
In der Nacht von 13. auf 14. Januar gab es 13 Tote im Zusammenhang mit den Unruhen. Sicherheitskräfte lieferten sich mit etwa 300 Demonstranten Straßenschlachten.
In Tunis protestierten Zehntausende gegen Ben Ali. Mindestens 5000 Menschen versammelten sich vor dem Gebäude des Innenministeriums. Sprechchöre skandierten „Nein zu Ben Ali“. Polizeikräfte waren präsent, hielten sich aber zu Beginn zurück. Erst am Nachmittag setzte die Polizei Tränengas ein, es gab auch Berichte über Schüsse. Außerdem schlugen Polizisten in Zivil mit Stöcken auf Demonstranten ein. Demonstranten versuchten das Innenministerium zu stürmen.
Der Botschafter Tunesiens bei der UNO-Kulturorganisation UNESCO, Mezri Hadded, trat wegen der Gewalt in dem Land zurück. Die Mitglieder der Gewerkschaft Tunesien legten in einem symbolischen Akt für zwei Stunden die Arbeit nieder.
Am Abend wurde gemeldet, dass sich zu diesem Zeitpunkt ca. 6000 bis 8000 deutsche Urlauber in Tunesien aufhielten, deren unmittelbarer Rückflug mit Sondermaschinen der Reiseveranstalter in die Wege geleitet werden solle.

### Flucht Ben Alis
Am 14. Januar gab Ministerpräsident Mohamed Ghannouchi bekannt, dass er von Präsident Ben Ali mit der Bildung einer Übergangsregierung beauftragt worden sei, da Ben Ali die Regierung entlassen habe. Außerdem berichtete die staatliche Nachrichtenagentur TAP, dass die Parlamentswahlen vorgezogen würden und in sechs Monaten stattfinden sollen.

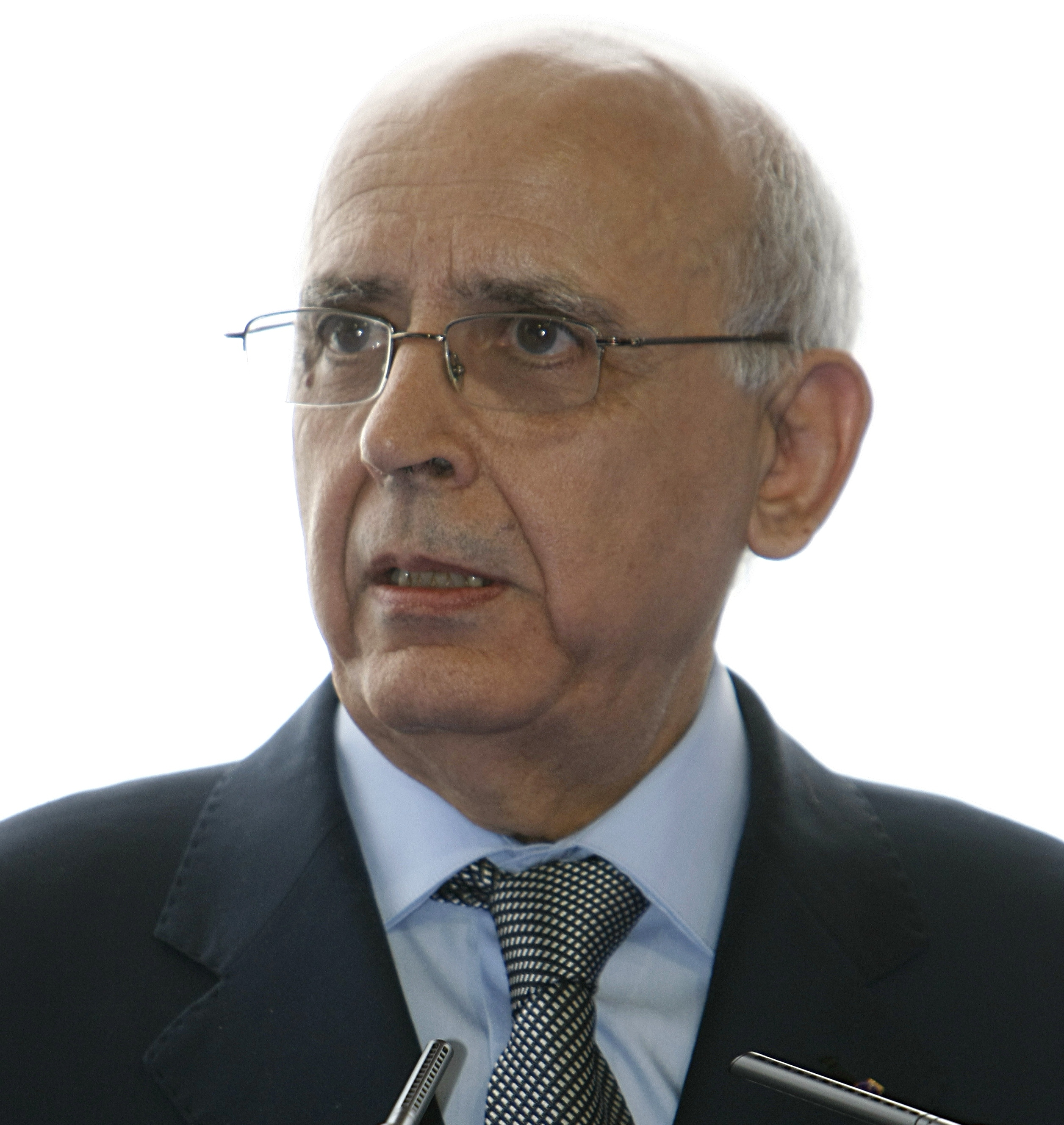
Mohamed Ghannouchi im Jahr 2008

Mohamed Ghannouchi erklärte um 18.50 Uhr im Staatsfernsehen (Télévision Tunisienne) die vorläufige Amtsunfähigkeit von Ben Ali. Nach Angaben des arabischen Nachrichtensenders Al Jazeera hielt er sich schon nicht mehr in Tunesien auf. Mohamed Ghannouchi erklärte sich zum Interimspräsidenten von Tunesien. Mit ihm traten die Präsidenten der beiden tunesischen Parlamentskammern auf, Fouad Mebazaa und Abdallah Kallal.
Eine Stunde vor der Fernsehansprache wurde der Ausnahmezustand ausgerufen. Dieser gilt für ganz Tunesien und beinhaltet eine Ausgangssperre von 18 bis 6 Uhr. Die Armee sperrte den Luftraum über Tunesien und besetzte den Flughafen Tunis/Carthage.
Ben Alis Flugzeug landete in der Nacht vom 14. auf den 15. Januar in Dschidda, Saudi-Arabien, nachdem ihm eine Landeerlaubnis in Lyon, Frankreich, verweigert worden war. Als Ursache für die Weigerung der französischen Regierung wurde genannt, dass die Regierung in Paris Probleme mit den 600.000 in Frankreich lebenden Tunesiern vermeiden wolle.

### Ernennung des Übergangspräsidenten
Der Verfassungsrat ernannte am 15. Januar Fouad Mebazaa zum Übergangspräsidenten. Die geltende Verfassung Tunesiens sah für den Fall, dass das Amt des Präsidenten nicht besetzt ist, Neuwahlen innerhalb von 60 Tagen vor. Demnach mussten Präsidentschaftswahlen im Februar oder März 2011 durchgeführt werden. Die Übergangsregierung kündigte zudem Parlamentswahlen innerhalb von 6 Monaten an.

### Übergangsregierung Mohamed Ghannouchi
Freitag, 14. Januar 2011
Nach der Bekanntgabe des Rücktritts Ben Alis wurden am 14. Januar Villen des Trabelsi-Clans in den feinen Vororten von Tunis geplündert. Es wurde außerdem berichtet, dass der Neffe von Leïla Ben Ali, Imed Trabelsi, der in Tunesien als korrupt gilt, von einem Unbekannten erstochen worden sei.
Samstag, 15. Januar

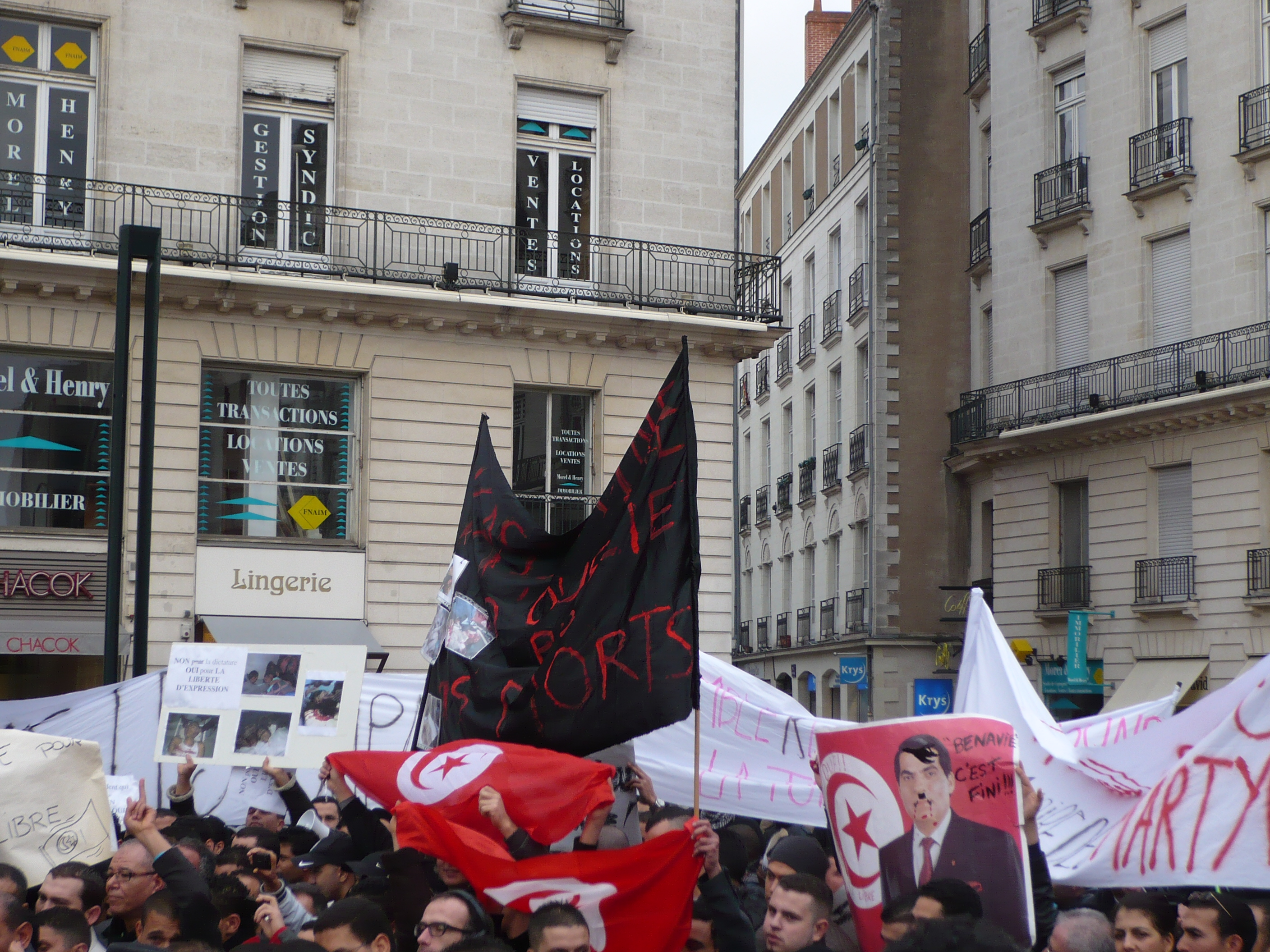
Unterstützungskundgebung in Nantes, Frankreich, am 15. Januar

Am 15. Januar gab Mohamed Ghannouchi bekannt, dass mehrere Mitglieder von Ben Alis Familie verhaftet worden seien.
Während der Nacht gab es wieder Ausschreitungen in Tunis – so wurden der Hauptbahnhof und Supermärkte in Brand gesteckt.
In einem Gefängnis in Monastir starben etwa 40 Gefangene. Einige sollen ihre Matratzen angesteckt haben. Die Opfer sollen entweder durch das Feuer oder bei der Flucht davor durch Schüsse der Gefangenenwärter umgekommen sein.
In Tunis schossen Unbekannte wahllos aus Autos auf Passanten.
Sonntag, 16. Januar
Nach Verhandlungen unter  der Leitung von Ministerpräsident Mohamed Ghannouchi mit den größten, unter der alten Regierung „zugelassenen“ Oppositionsparteien wurde am Abend des 16. Januar die Ernennung einer Übergangsregierung angekündigt. Hierzu wurde erklärt, dass sie die wichtigen Figuren des Regimes von Ben Ali ausschließen werde.
Am 16. Januar wurden der Sicherheitschef des gestürzten Präsidenten, General Ali Seriati, und einige seiner Mitarbeiter von den tunesischen Behörden verhaftet. Sie werden beschuldigt, einen Putsch gegen die Übergangsregierung geplant und Gewaltakte angestiftet zu haben. Ebenfalls verhaftet wurden ein Neffe Ben Alis, Kais Ben Ali, der zusammen mit einer Gruppe weiterer Personen beschuldigt wird, aus Polizeifahrzeugen das Feuer auf Demonstranten eröffnet zu haben, sowie der frühere Innenminister Rafik Belhaj Kacem.
In der Nacht des 16. Januar kam es am Präsidentenpalast bei Karthago zu Kämpfen zwischen der Armee und der Leibgarde des Ex-Präsidenten Zine el Abidine Ben Ali. Der frühere tunesische Botschafter bei der Uno-Kulturorganisation UNESCO, Mezri Haddad, warf Ben Ali am Sonntag vor, schon vor seiner Flucht Unruhen geplant und seiner Leibwache und anderen Anhängern Waffen und viel Geld gegeben zu haben, damit sie nach seiner Abreise einen Bürgerkrieg provozieren könnten.
Die Einheitsgewerkschaft UGTT rief im Fernsehen zur Gründung von Bürgerwehren gegen Plünderer und Gewalttäter auf.
Montag, 17. Januar
Ghannouchi teilte am 17. Januar mit, dass die früheren Minister für Verteidigung, Äußeres, Inneres und Finanzen ihre Schlüsselpositionen in der neuen „Regierung der Nationalen Einheit“ behalten. Najib Chebbi (PDP), ein Mitglied der Opposition, wurde zum Minister für Regionale Entwicklung ernannt. Auch Ahmed Ibrahim (Ettajdid) und Mustafa Ben Jaafar (FDTL) erhielten Ministerposten.
Eine Liste der neuen Minister des Kabinetts wurde veröffentlicht. Demnach besteht die Mehrzahl der Regierungsmitglieder – entgegen der Erklärung vom 16. Januar – aus Mitgliedern der alten Regierung.
Der deutsch-französische Pressefotograf Lucas Mebrouk Dolega starb in einem Krankenhaus in Tunis. Eine Tränengas-Granate, die während einer Ausschreitung am 14. Januar geschleudert worden war, hatte ihn am Kopf getroffen. Er ist der erste bei den Unruhen getötete Medienvertreter.

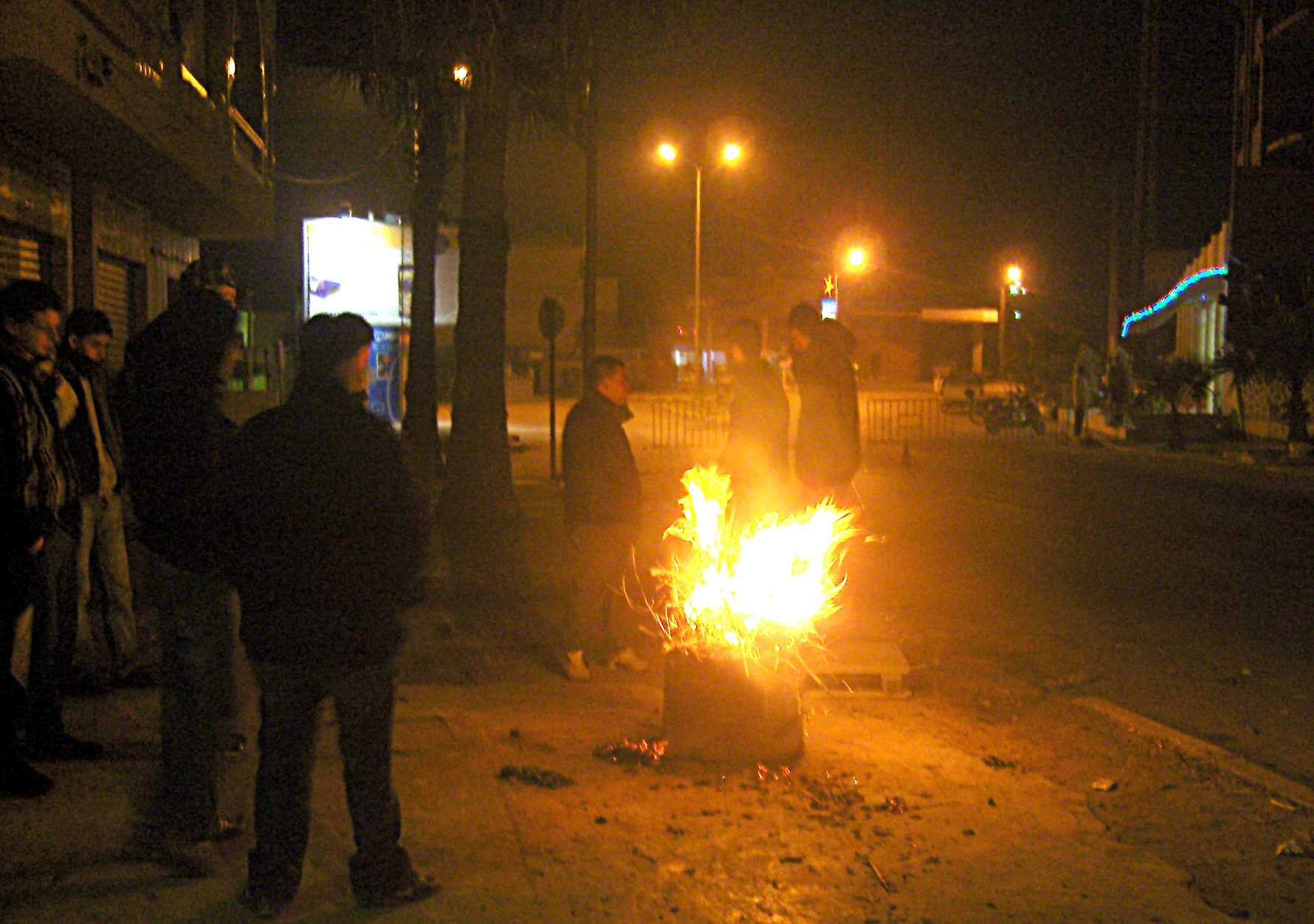
Nächtliche Bürgerwache in Sayada

Nach einer unruhigen Nacht auf den 17. Januar fanden tagsüber in mehreren Städten Kundgebungen statt. So wurden Demonstrationen in Tunis, Sidi Bouzid und Regueb gemeldet. Die Proteste richteten sich gegen die Regierungspartei RCD. Die Sicherheitskräfte versuchten die Demonstranten mit Wasserwerfern und Warnschüssen auseinanderzutreiben.
Zahlreiche Quellen meldeten Kämpfe zwischen der Armee und der Leibgarde des zurückgetretenen Präsidenten. Zwischenzeitlich gab es Sperrungen des tunesischen Flugraums. Der Chef der Leibgarde wurde in Tunis festgenommen.
Augenzeugen berichteten über Plünderungen und verschärfte Kontrollen des Militärs. Als Schutz gegen Marodeure errichteten Bewohner in vielen Quartieren Sperren und Barrikaden und organisierten Wachen.
Die RCD, der ein Großteil der Minister im Kabinett der Übergangsregierung angehören, wurde von der Sozialistischen Internationale ausgeschlossen.
Dienstag, 18. Januar
Ein Minister und zwei Staatssekretäre der Einheitsgewerkschaft UGTT traten am 18. Januar geschlossen aus der Übergangsregierung aus. Sie folgten damit dem Aufruf ihrer Gewerkschaft. Ihren Schritt begründeten sie damit, dass Minister im Amt seien, die bereits unter Präsident Ben Ali Schlüsselpositionen innehatten und die die Errungenschaften der Revolution für sich beanspruchen würden. Sie forderten außerdem die Bildung einer „ehrenhaften Regierung“. Die jetzige würden sie nicht anerkennen. Auch Mustafa Ben Jaafar, das einzige Regierungsmitglied aus der sozialdemokratischen Partei Ettakatol, trat zurück. Bildungsminister Taieb Baccouch (UGTT) trat ebenfalls zurück, teilte ein Mitglied seines engeren Umfeldes mit.
Am Mittag des 18. Januar marschierte Sadok Chourou, ein Führer der islamistischen Bewegung Ennahda, an der Spitze einer Demonstration von mehreren Hundert Personen in Tunis gegen die neue Regierung. Sadok Chourou war unter Ben Ali 20 Jahre im Gefängnis gewesen und erst im Oktober 2010 freigelassen worden.
In Tunis und in den Provinzen kam es zu Demonstrationen mit angeblich mehreren tausend Teilnehmern gegen den Verbleib von solchen Ministern in Schlüsselpositionen der Übergangsregierung, die sich dort bereits unter Ben Ali befunden hatten.
Ebenso gab es Proteste gegen die Regierungspartei RCD, darunter eine Demonstration mit mehr als 5.000 Teilnehmern in Sfax, einer Metropole im Osten des Landes.
Zwei weitere frühere Oppositionsparteien drohten, die Übergangsregierung zu verlassen. Die postkommunistische Partei Mouvement Ettajdid erklärte, sie wolle die Regierungsbeteiligung überdenken, wenn nicht alle Kabinettsmitglieder der RCD zurückträten. Außerdem müssten die Guthaben der RCD eingefroren werden, „weil sie dem Volk gehören“.
Der Oppositionspolitiker Moncef Marzouki kehrte aus dem französischen Exil nach Tunesien zurück und forderte einen Prozess gegen Ben Ali sowie dessen Auslieferung durch Saudi-Arabien.
Übergangspräsident Foued Mebazaâ und Ministerpräsident Mohamed Ghannouchi verließen die Regierungspartei RCD. Die RCD ihrerseits trennte sich von zahlreichen prominenten Mitgliedern, die dem verhassten Trabelsi-Clan der früheren Präsidentengattin angehören. Die Opposition erklärte, dass die Austritte Ghannouchis und Mebazaâs aus der Regierungspartei nicht ausreichten. Die Partei Mouvement Ettajdid rief alle RCD-Minister auf, aus ihrer Partei auszutreten.
Mittwoch, 19. Januar
Die Übergangsregierung entließ 1800 Häftlinge, die Haftstrafen von höchstens 6 Monaten verbüßen. Zudem kündigte sie ein Amnestiegesetz an, auf dessen Grundlage auch politische Gefangene entlassen werden sollen.
Drei Parteien der Opposition, welche unter der Regierung Ben Ali nicht zugelassen waren, sind während der letzten drei Tage legalisiert worden. Dies sind Tunisie verte (Grüne Politik) unter Abdelkader Zitouni, die Parti socialiste de gauche unter Mohamed Kilani und die Parti du travail patriotique et démocratique tunisien unter Abderrazek Hammami.
Trotz noch fehlendem Rechtshilfegesuch der tunesischen Regierung entschied der Schweizer Bundesrat am 19. Januar, allfällige Konten des früheren tunesischen Präsidenten und seines Umfeldes zu sperren. Die Sperrung betrifft auch den Verkauf von Immobilien. Die Verordnung trat noch am selben Tag in Kraft.
Die tunesische Justiz leitete am 19. Januar ein Ermittlungsverfahren gegen Ben Ali und mehrere seiner Verwandten ein. Die Anschuldigungen sind illegale Aneignung von Gütern, widerrechtliche Finanztransaktionen ins Ausland und illegale Ausfuhr von Devisen. 33 Angehörige von Ben Ali wurden festgenommen.
Donnerstag, 20. Januar
Dem Beispiel von Foued Mebazaâ und Mohamed Ghannouchi zwei Tage zuvor folgend, traten auch alle anderen Minister aus der RCD aus. Hintergrund sind die von Demonstranten vielfach geforderten Rücktritte aller Minister der Regierungspartei des geflohenen Ben Ali. Zugleich löste sich das Zentralkomitee der Partei auf, dem die meisten der Minister angehörten.
Der Termin für die erste Sitzung der Übergangsregierung um 14 Uhr wurde von Slim Amamou, einem der tunesischen Piratenpartei nahestehenden Regierungsmitglied, bestätigt.
Veröffentlichte Ergebnisse der ersten Sitzung:
- Ab Freitag solle es eine dreitägige Staatstrauer für die zahlreichen Opfer des Volksaufstands geben.[83]
- Es sei eine Generalamnestie für politische Häftlinge beschlossen worden. Sie müsse aber noch vom Parlament gebilligt werden, erklärte der für Regionale Entwicklung zuständige Minister Ahmed Nejib Chebbi. Dies öffne auch den Weg für bisher nicht zugelassene Parteien wie die Al-Nahda.[84]
- Drei nationale Kommissionen sollen schnell gebildet werden: die commission supérieure pour la réforme politique, die commission d’établissement des faits sur les dépassements commis durant la dernière période und die commission d’établissement des faits sur les affaires de malversation et de corruption.
- Der Minister für Bildung und der Minister für Hochschulen sollen einen Zeitplan zur Wiedereröffnung der Schulen und Universitäten im Laufe der nächsten Woche erstellen.
- Im Rahmen der Trennung zwischen Staat und Partei werde der Staat das bewegliche und unbewegliche Eigentum der Partei des gestürzten Präsidenten (RCD) in Besitz nehmen, kündigte der Regierungssprecher Taieb Baccouche an.[85]
- Die Übergangsregierung empfehle „die notwendigen Schritte zur Garantie des Respekts der Unverletzlichkeit der universitären Einrichtungen“ durch Abschaffung der Universitätspolizei.[86]

Das tunesische Online-Portal Business News berichtete, dass es sich bei der früheren Meldung, Leïla Ben Ali hätte 1,5 Tonnen Gold aus der Goldreserve des Landes entnehmen lassen, um ein Missverständnis handele, da ca. 1,4 Tonnen bei der Bank von England lagerten und zunächst nicht mitgerechnet worden wären.
Freitag, 21. Januar
Begleitet von weiteren Protesten gegen die Übergangsregierung, der eine personelle Kontinuität mit dem alten Regime vorgehalten wird, begann eine dreitägige Staatstrauer.
Berichtet wurde, dass der neue Staatssekretär für Jugend und Sport, Slim Amamou, mit dem zuständigen Innenminister darauf hinwirke, die unter Ben Ali entwickelten Strukturen der Internetzensur abzuschalten und einen freieren Zugang zu den Angeboten im Internet zu ermöglichen.
Samstag, 22. Januar
Nach Angaben eines französischen Fernsehsenders starteten hunderte Bewohner des westlich-zentralen Tunesien einen Marsch auf Tunis, auch Karawane der Befreiung genannt. Die am Samstagmorgen mit 300 Personen in Menzel Bouzaiane (280 km südlich von Tunis) gestartete Gruppe war über Sidi Bouzid marschiert und beim Erreichen von Regueb am Abend bereits auf 800 Menschen angewachsen. Die Demonstranten forderten den Rücktritt der Minister des alten Regimes, wie die Tausenden von Tunesiern, die auch am Samstag wieder demonstrierten. Ein teilnehmender Gewerkschafter erklärte, dass man das Ziel, die Hauptstadt Tunis, in vier bis fünf Tagen erreichen wolle. Am Sonntag wollen die Demonstranten ihre Route in Richtung Kairouan (153 km südlich von Tunis) fortsetzen. Laut Al-Jazeera marschierte die Gruppe 50 km, ehe sie schließlich Busse nach Tunis nahm und sich am Sonntag vor dem Innenministerium versammelte.
Ministerpräsident Ghannouchi hielt während der Staatstrauer im tunesischen Staatsfernsehen eine Rede, in der er versprach, „alle undemokratischen Gesetze wie Wahl- und Antiterrorgesetze ebenso wie das Mediengesetz während der Übergangszeit auszusetzen“, und kündigte an, sich nach den Parlamentswahlen in sechs Monaten aus der Politik zurückzuziehen.
Die EU-Außenbeauftragte Catherine Ashton kündigte eine Unterstützung von Wahlen, finanzielle Zusammenarbeit und die Förderung einer unabhängigen Justiz durch die Europäische Union an. Hintergrund ist eine Debatte des EU-Parlamentes, in der auch zur Sprache kam, dass die EU jahrelang das Regime von Ex-Präsident Zine el Abidine Ben Ali unterstützt hatte und nicht die Opposition.
Sonntag, 23. Januar
Am 23. Januar wurde berichtet, dass eine unabhängige Kommission das Verhalten der Sicherheitskräfte bei den Demonstrationen der letzten Wochen untersuchen soll. Nach Angaben der Vereinten Nationen seien 117 Menschen im Zusammenhang mit den Protesten gestorben, 70 davon durch Schusswaffen. Zugleich kündigte die tunesische Zollbehörde an, dass für den Import ausländischer Medien künftig keine vorherige Erlaubnis durch die Behörde mehr notwendig sei. Damit werde ein bedeutender Teil der bislang geltenden Medienzensur abgeschafft.
Eine Karawane der Freiheit mit hunderten von Demonstranten erreichte am Sonntag die Hauptstadt. Die Teilnehmer zogen zum Amtssitz des Premierministers und forderten ihn zum Rücktritt auf. Die Karawane war am Vortag in Menzel Bouzaiane, einer Kleinstadt gestartet. Die Teilnehmer legten mehr als 50 km zu Fuß zurück und fuhren dann mit Bussen nach Tunis.
Dienstag, 25. Januar
Der Minister für regionale und lokale Entwicklung, Ahmed Néjib Chebbi, teilte mit, dass ein Notprogramm mit einem Budget von 500 Millionen Tunesischen Dinar (knapp 260 Millionen Euro) für Bürger der im Landesinneren gelegenen Gouvernements zur Verfügung gestellt werde – genannt wurden die Gouvernements Sidi Bouzid, Gouvernement Kasserine und Gouvernement Gafsa.
Zensur, Manipulation und Ethikverletzungen gingen weiter. Bei gesperrten Websites erschien jetzt zwar ein Hinweis, dass man sich unter der Adresse contact@web-liberte.tn beschweren könnte, aber es blieben die Rechtsgrundlage für die Sperrung ungenannt und die hinter der Adresse stehende Einrichtung anonym. Die Regierung blieb auch eine Erklärung für den Ausfall des Fernsehsenders Hannibal TV weiterhin schuldig. Der Eigentümer des Senders und sein Sohn, denen unter anderem Hochverrat vorgeworfen wurde, waren allerdings wieder frei.
Mittwoch, 26. Januar
Am 26. Januar erließ die tunesische Justiz einen internationalen Haftbefehl gegen Ben Ali, seine Ehefrau Leïla und einige seiner engsten Mitarbeiter.
Donnerstag, 27. Januar
Der schon unter Ben Ali tätige tunesische Außenminister Kamel Morjane trat von seinem Amt zurück. Im weiteren Tagesverlauf folgten ihm weitere Mitglieder der früheren Regierung.
Sonntag, 30. Januar

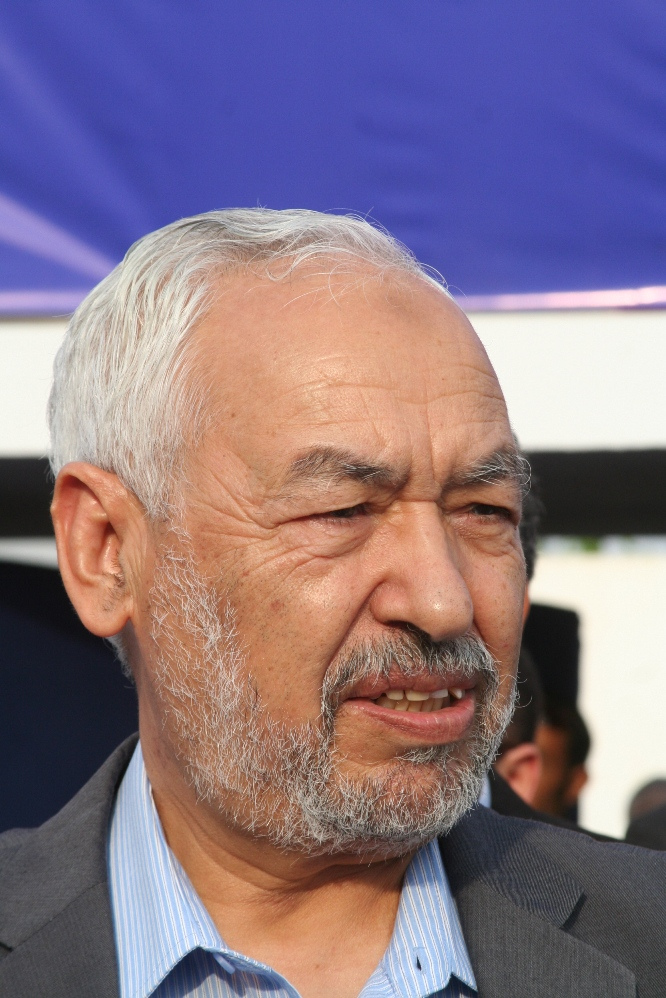
Raschid al-Ghannuschi, 2011

Der tunesische Islamistenführer Raschid al-Ghannuschi kehrt nach einem zwanzigjährigen Londoner Exil nach Tunesien zurück. Der Islamistenführer, der nicht mit Mohamed Ghannouchi verwechselt werden darf, soll für einen „gemäßigten“ Islamismus stehen und führt die Gruppe al-Nahda an. Diese ist auch als Ennahda bekannt. Er erklärt, dass er nicht bei der nächsten Präsidentschaftswahl antreten werde.
Freitag, 4. Februar
Am 4. Februar wurden alle Gouverneure der 24 Regionen Tunesiens ausgetauscht.
Der neue Tourismusminister Mehdi Haouas gab bekannt, dass die Tourismuseinnahmen im Januar um 40 % eingebrochen seien. Er kündigte die Aufhebung des Ausnahmezustandes in der kommenden Woche an und warb darum, dass so bald wie möglich wieder Touristen in das nunmehr wieder sichere Tunesien kommen mögen.
In El Kef sind vier Personen von der Polizei getötet und weitere verletzt worden, als mehrere hundert Personen gegen den Machtmissbrauch des örtlichen Polizeichefs demonstrierten und seinen Rücktritt forderten. Der Polizeichef soll daraufhin festgenommen worden sein.
Der tunesische Ministerrat verabschiedete eine Reihe von internationalen Konventionen und Protokollen, die sich vor allem auf die Todesstrafe, den Kampf gegen die Folter und den Schutz der Person gegen unbekanntes Verschwinden beziehen. Unter anderem wurde damit die Todesstrafe abgeschafft.
Samstag, 5. Februar
Am 5. Februar gab das Innenministerium bekannt, dass sämtliche Büros der RCD geschlossen werden und Versammlungen der Partei ab sofort verboten sind. Als Grund wurde die „Aufrechterhaltung der öffentlichen Ordnung“ genannt.
Sonntag, 6. Februar
Die Übergangsregierung verfügt ein Verbot der bisherigen Staatspartei RCD.
Freitag, 18. Februar
In einer Fernsehansprache kündigt Ministerpräsident Mohamed Ghannouchi an, dass am Wochenende alle politischen Gefangenen entlassen werden.
Freitag, 25. Februar
Hunderttausende Demonstranten forderten den Rücktritt von Mohamed Ghannouchi und Wahlen für eine verfassungsgebende Versammlung, statt der vom Ministerpräsidenten eingesetzten Kommission.
Samstag, 26. Februar
Die Demonstrationen dauerten auch noch am Samstag an, und es kam zu gewaltsamen Zusammenstößen zwischen Polizei und Demonstrationen. Drei Demonstranten wurden getötet, weitere wurden schwer verletzt.

### Übergangsregierung Essebsi
Sonntag, 27. Februar 2011
Premierminister Mohamed Ghannouchi hat seinen Rücktritt erklärt. Sein Nachfolger ist Beji Caid Essebsi.
Montag, 28. Februar
Gegen den neuen Regierungschef Beji Caid Essebsi regt sich nun ebenfalls Protest. Die zwei letzten Minister aus der Regierungszeit von Ben Ali, Industrieminister Afif Chelbi und Minister für Entwicklungszusammenarbeit Mohamed Nouri Jouini, sind zurückgetreten.
Dienstag, 1. März
Weitere drei Minister sind zurückgetreten: Ahmed Ibrahim, Minister für Höhere Bildung und Wissenschaft, Elyes Jouini, Minister für wirtschaftliche Reformen, und Ahmed Nejib Chebbi, Minister für regionale Entwicklung.
Die Übergangsregierung erlaubt der islamistischen Bewegung Ennahda, eine Partei zu gründen, die bei den nächsten Wahlen antreten kann.
Donnerstag, 3. März
Staatspräsident Fouad Mebazaa gibt in einer Fernsehansprache bekannt, dass am 24. Juli eine verfassungsgebende Versammlung gewählt werden soll. Zu deren Aufgaben soll es gehören, eine neue Verfassung auszuarbeiten und die nächste Präsidentschafts- und Parlamentswahl zu organisieren.
Freitag, 4. März
Der neue Ministerpräsident Beji Caid Essebsi gibt bekannt, dass er innerhalb von 2 Tagen eine neue Übergangsregierung berufen will.
Montag, 7. März
Der Innenminister kündigte an, das Ministerium für Staatssicherheit und damit auch die Staatssicherheit aufzulösen.
Mittwoch, 9. März
Ein Gericht in Tunis hat entschieden, dass die frühere Staatspartei RCD aufgelöst und ihr Vermögen beschlagnahmt wird.
Freitag, 11. März
Es kommt abermals zu schweren Auseinandersetzungen zwischen Demonstranten und der Polizei. Dabei werden in der Stadt Metlaoui zwei Demonstranten getötet und mehrere verletzt.
Freitag, 29. April
Im tunesischen Grenzort Dehiba kommt es zu Gefechten zwischen dem tunesischen Militär sowie dem libyschen Gaddafi-Militär. Grund für den Einmarsch von Gaddafi-Einheiten auf das tunesische Staatsgebiet ist laut Angaben der Gaddafi-Administration der Aufenthalt von libyschen Oppositionellen in diesem Ort. Diese seien nach der Übernahme eines Grenzpostens in der westlibyschen Bergregion, der unter Kontrolle der libyschen Opposition stand, durch Gaddafi-Einheiten nach Tunesien geflohen. Damit griffen erstmals die Auseinandersetzungen zwischen der libyschen Regierung und Opposition auf ein Nachbarland über.
Sonntag, 8. Mai
Nachdem die tunesische Übergangsregierung für den Fall eines Wahlsieges der Islamisten die Möglichkeit eines Militärputsches in den Raum gestellt hatte, kam es in Tunesien zu heftigen Auseinandersetzungen zwischen Demonstranten und Sicherheitskräften. Die tunesische Regierung rief nun eine nächtliche Ausgangssperre aus.
Mittwoch, 8. Juni
Die ursprünglich für den 24. Juli geplante Wahl der verfassunggebenden Versammlung wurde auf den 23. Oktober verschoben.
Montag, 20. Juni
Ein erster Prozess gegen den ehemaligen Präsident Ben Ali, der in Saudi-Arabien im Exil ist, endete schon am ersten Prozesstag mit einer Verurteilung zu 35 Jahren Haft und etwa 25 Millionen Euro Strafe. Seine Frau wurde zu 35 Jahren Haft und etwa 20,5 Millionen Euro Strafe verurteilt. Die Übergangsregierung Beji Caid Essebsi plant innerhalb von sechs Monaten nach der Wahl zur verfassunggebenden Versammlung die Verfassung anzunehmen, also im Frühjahr 2012.
Montag, 4. Juli
Im zweiten Prozess wurde der ehemalige Präsident Ben Ali nach wenigen Stunden zu weiteren 15 Jahren Haft verurteilt, weil in seinem Haus in Karthago Rauschgift, Waffen und archäologische Fundstücke gefunden wurden.

### Verfassunggebende Versammlung Tunesiens
Freitag, 30. September 2011
In der letzten Umfrage lagen folgende Parteien vorne:
1. 25 % Ennahda (Islamisten)
2. 16 % Parti démocratique progressiste (PDP), Demokratische Fortschrittspartei (Säkulare Liberale)
3. 14 % Ettakatol, Demokratisches Forum für Arbeit und Freiheit (Sozialdemokraten)
4. 8 % Congrès pour la République (CPR), Kongress für die Republik (Sozialliberale)

Die weiteren Parteien haben 3 % oder weniger Zustimmung.
Sonntag, 23. Oktober
81 Parteien und eine Vielzahl von Parteienbündnisse und unabhängigen Kandidaten nehmen am 23. Oktober an der Wahl zur Verfassunggebenden Versammlung teil. Die Versammlung tagt maximal ein Jahr. Laut Dekret vom 23. März 2011 werden die Übergangsregierung und der Übergangspräsident unmittelbar nach der 1. Sitzung zurücktreten, damit die Versammlung einen neuen Premierminister und Staatspräsidenten wählen kann. Ebenfalls werden alle Übergangsgesetze zur Regelung der Regierungsgeschäfte automatisch ungültig.
Mittwoch, 27. Oktober
Die Auszählung der Wahl für die 217 Sitze der Verfassunggebenden Versammlung ergab: 90 Sitze (41,5 %) an die Ennahda, 30 Sitze (13,8 %) an den Kongress für die Republik, 21 Sitze (9,7 %) an Ettakatol, 19 Sitze (8,8 %) an die Volkspetition, 17 Sitze (7,8 %) an die Progressive Demokratische Partei, 5 Sitze (2,3 %) an den Demokratisch-Modernistischen Pol und weitere Sitze an kleinere Parteien und Unabhängige.
Sonntag, 13. November
Auf einer Kundgebung sprach der designierte Premierminister Hamadi Jebali, der dort zusammen mit einem Vertreter der Hamas war, vom „6. Kalifat“ und dass die Befreiung Tunesiens zur Befreiung Jerusalems führen könne. Ettakatol hat daraufhin die Koalitionsgespräche für die Verfassunggebende Versammlung unterbrochen.
Montag, 21. November
Eine Vereinbarung wurde getroffen: Hamadi Jebali von der Partei Ennahda wird Premierminister, Mustafa Ben Jaafar der Partei Ettakatol wird Vorsitzender der Verfassunggebenden Versammlung und Moncef Marzouki Übergangspräsident.
Dienstag, 22. November
Die Verfassunggebende Versammlung tritt zum ersten Mal zusammen. Das Versammlungsgebäude liegt in einem Vorort der tunesischen Hauptstadt Tunis.

## Internationale Reaktionen
Das Außenministerium der Vereinigten Staaten äußerte sich am 11. Januar besorgt über die Geschehnisse in der Region. UNO-Generalsekretär Ban Ki-moon betonte am gleichen Tag den Wert der Redefreiheit und zeigte sich besorgt über die Eskalation der Gewalt. Die Europäische Union forderte unterdessen die Freilassung der verhafteten Demonstranten. Am 12. Januar betonte die EU-Außenbeauftragte Catherine Ashton, dass die EU den „unverhältnismäßigen Einsatz von Gewalt gegen friedliche Demonstranten“ in Tunesien nicht akzeptieren könne und forderte eine gerichtliche Untersuchung.
Das österreichische Außenministerium gab am 12. Januar eine Reisewarnung für Tunesien und alle weiteren Sahara-Gebiete heraus. Es sprach von einer „hohen Sicherheitsgefährdung“ und mahnte „erhöhte Aufmerksamkeit“ ein. Auch das deutsche Auswärtige Amt sowie die Schweiz warnten vor Reisen in die Region.
Die Arabische Liga rief Tunesien zu einem Zusammenschluss für die Überwindung der Krise und die Wiederherstellung der Verfassungsordnung auf.
Nach der Flucht Ben Alis äußerte der libysche Diktator Muammar al-Gaddafi sein Bedauern und sagte, es gebe keinen besseren Staatschef als Ben Ali. In einer ganzen Reihe arabischer Länder, darunter Syrien, Ägypten und Saudi-Arabien, wurden verstärkte Anstrengungen bei der Armutsbekämpfung angekündigt.
Die Europäische Union bot am 17. Januar Tunesien Hilfe für die sofortige Organisation von Wahlen an.
Am gleichen Tag gab die Sozialistische Internationale bekannt, dass sie die ehemalige tunesische Regierungspartei RCD „angesichts der außergewöhnlichen Umstände“ ausgeschlossen habe.
In Ägypten, Mauretanien und Algerien kam es zu mindestens zehn Selbstverbrennungen, die als Nachahmungen der Tat des Gemüsehändlers Mohamed Bouazizi in Tunesien gesehen werden.
In Frankreich hatten Äußerungen verschiedener Politiker zur Deutung und zum Umgang mit den Unruhen eine Debatte über die französisch-tunesischen Beziehungen ausgelöst. In Kritik geraten waren etwa der Minister für Kultur und Kommunikation Frédéric Mitterrand und die damalige Außenministerin Michèle Alliot-Marie. Mitterrand, der auch tunesischer Staatsbürger ist, wurde kritisiert, weil er es als „vollkommen übertrieben“ bezeichnet hatte, das Tunesien Ben Alis als Diktatur zu bezeichnen. Alliot-Marie sorgte für Empörung wegen ihrer am 11. Januar 2011 in der Nationalversammlung geäußerten Idee, der tunesischen Regierung polizeiliche Hilfe aus Frankreich zukommen zu lassen, um „diese Art von Sicherheitslage zu regeln“.

## Bewertungen der Ereignisse
Der tunesisch-französische Schriftsteller Abdelwahab Meddeb sieht das Internet und die mit diesem Medium vertraute Generation als Triebfeder der Revolution in Tunesien, die er gerade im Hinblick darauf als eine „neue Ausdrucksform der Zeit in der Geschichte“ bewertet. Hierzu führt er aus: „Diese Revolution wurde im Wesentlichen über das Medium Internet von der digitalen Blog-Generation gemacht. Und ihr blitzartiger Verlauf entspricht der Geschwindigkeit und der Augenblicklichkeit, die dieses Mittel ermöglicht.“ Der amerikanische Autor Clay Shirky schloss sich dieser Meinung grundsätzlich an. Die Diskussion ist jedoch kontrovers, weil auch argumentiert wird, es komme vor dem Zustandekommen einer Revolution unabhängig von den zur Verfügung stehenden technischen Mitteln auf die zugrundeliegende politische und soziale Situation an und weil auch autoritäre Regimes das Internet in ihrem Sinne nutzen könnten.
Der deutsche Politikwissenschaftler Claus Leggewie sieht eine „nun anschwellende Welle der Demokratisierung in der arabisch-islamischen Welt“. Hierzu meint er: „Die spannendste Frage ist derzeit, ob die Demokratisierung auch einen säkularen Islam mit sich bringt, der die Lage der Frauen, Homosexuellen und der religiösen Minderheiten verbessert. […] Internet und Sozialmedien schafften und schaffen hier beste Kommunikationsmöglichkeiten, weil mit ihnen die Türhüter der staatlich zensierten und kontrollierten Medien zu umgehen sind. Die nach dem Zweiten Weltkrieg dominierenden Ideologien: Nationalismus, Panarabismus und Staatssozialismus haben sich gründlich diskreditiert, die Jungen fragen nicht Ideologien nach, sondern Rechtsstaatlichkeit und gutes Regieren.“
Der Soziologe und Erziehungswissenschaftler Hartmut Krauss betrachtete das autokratische System Ben Alis und seiner Vorgänger als das fortschrittlichste im arabisch-islamischen Raum. Er führte ein Lob des tunesischen Schriftstellers Mustapha Tlili Ben Ali auf, welcher, ohne die Beschönigung repressiver und kleptokratischer Machenschaften des Ben Ali-Klans, einräumte, dass das Regime eine gesellschaftliche Höherentwicklung bewirkte. Eine der höchsten Leistungen war der Aufbau eines fortschrittlichen Bildungssystems, welches eine gut ausgebildete Arbeitsbevölkerung in einem rohstoffarmen Land schuf. Vor allem sei die Gleichberechtigung der Geschlechter und die Säkularisierung ein Beweis für die Einzigartigkeit der Entwicklung Tunesiens in Nordafrika, so dass Krauss das Land als potenziellen Vorreiter bei der Demokratisierung und kulturellen Modernisierung betrachtet.

## Auswanderungswelle nach Europa
Im Zuge der Ereignisse kam es zu einer Auswanderungswelle nach Europa, meistens Männer in den Dreißigern. Italien verhängte für die Insel Lampedusa, wo innerhalb von vier Tagen über 5.000 Menschen landeten, den Notstand. Innenminister Roberto Maroni warf der EU vor, Italien in der Flüchtlingsfrage „wie üblich alleine zu lassen“.
Die EU-Grenzschutzagentur Frontex führte in diesem Zusammenhang die Mission Hermes durch. Die kritisierte Operation sollte unter anderem weitere große Flüchtlingsströme unterbinden und Abschiebungen vorbereiten.